# Боровик Михайло Романович
Михайло Романович Боровик (6 квітня 1922, Ляшки-Королівські Тернопільського воєводства — 11 червня 1992, Оттава, Канада) — український історик, дослідник історії української еміграції та її преси, громадський та політичний діяч. Доктор філософії Українського вільного університету (1969). Дійсний член НТШ, Української вільної академії наук і Української Могилянсько-Мазепинської Академії.

## Життєпис
Народився 6 квітня 1922 року. Його батько був старшиною австрійської армії та членом Української військової організації (УВО). Навчався у Малій духовній семінарії у Львові (1941), закінчив гімназію у Львові у 1943 році. Того ж року став членом Організації українських націоналістів (бандерівців) та займав різні посади в організації.
У 1944 році був відправлений на східний фронт, де був поранений під час капітуляції Німеччини. Протягом 1945—1948 років навчався на суспільно-економічному факультеті Української високої економічної школи у Мюнхені.
У 1948 році емігрував до Канади. Оселився у Вінніпезі, де активно долучився до українського громадського життя. У 1951 році переїхав до Торонто, де одружився з Дариною Голіян. У подружжя народилися син Роман (згодом канадський консул у США) та донька Лариса.
Протягом 1955—1959 років навчався на славістичному відділенні Оттавського університету. У 1958 році вступив до Бібліотечної школи Оттавського університету, здобув ступінь бакалавра бібліотечних наук та отримав посаду бібліотекаря в Національному музеї в Оттаві, де пропрацював до виходу на пенсію. У 1959—1960 роках також працював у бібліотеці Оттавського університету.
У 1960 році здобув ступінь магістра філософії у галузі славістики, захистивши дипломну роботу на тему: «Українська преса у Східній Канаді». У 1962 році здобув ступінь магістра бібліотекарства в Мак-Ґілльському університеті.
18 липня 1969 року захистив докторську дисертацію «Українці Канади та їхня преса» (науковий керівник — Ярослав Рудницький) в Українському вільному університеті (Мюнхен) та здобув ступінь доктора філософії. Викладав в українській «Рідній школі» в Оттаві (1959—1962).
Михайло Боровик помер 11 червня 1992 року в Оттаві.

## Громадська діяльність
Михайло Боровик активно брав участь у громадському житті української діаспори:
- Член Української студентської громади в Мюнхені (1945—1948);
- Член Спілки української молоді в Канаді (1949—1952);
- Член управи Інституту просвіти у Вінніпезі (1950—1951);
- Секретар Комітету українців Канади в Оттаві (1961—1962);
- Член Ліги визволення України (ЛВУ) та Антибільшовицького блоку народів.

У 1977 році нагороджений грамотою Ліги визволення України.

## Наукова діяльність
Основні напрями наукової діяльності Михайла Боровика охоплювали дослідження історії української еміграції, українсько-канадської преси та її значення для формування української меншини в Канаді.

### Основні праці
- Українсько-канадська преса та її значення для української меншини в Канаді. — Мюнхен, 1977.
- Століття українського поселення в Канаді. 1891—1991. — Монреаль-Оттава, 1991.
- Правда у критиці. — Вілсонвіл, 1971. — 56 с.
- Правдивий напрямок. — Wilsohville, 1980. — 230 с.
- З прочитаного передумане. З історії Михайла Грушевського Русі-України: головніші історичні теми з подій на нашій батьківщині. — Вілсонвіл, Онтаріо, 1984. — 76 с.